# Psion
La Psion era un'azienda di elettronica e informatica britannica fondata nel 1980, con sede centrale a Londra. Nata come azienda di software, divenne presto una produttrice di computer palmari, mini-portatili e dispositivi mobili per uso industriale e commerciale. Nel 2000 acquisì la canadese Teklogix, creando il marchio Psion Teklogix. Nel 2012 la Psion venne infine acquisita dalla Motorola Solutions.

## Storia
L'azienda venne fondata nell'ottobre 1980 da David Potter, ex insegnante dell'Imperial College London, come produttrice di software per gli home computer della Sinclair Research. Nel 1981 aveva un buon successo riconfezionando e distribuendo programmi per ZX81, in particolare videogiochi tra cui Flight Simulation e Horace Goes Skiing. Seguirono alcuni titoli per ZX Spectrum tra cui Chequered Flag e Scrabble. Poi l'azienda entrò nel campo del software integrato, realizzando programmi per il nuovo Sinclair QL. L'ultima parentesi nel campo dei videogiochi fu con l'acclamato Psion Chess del 1984.

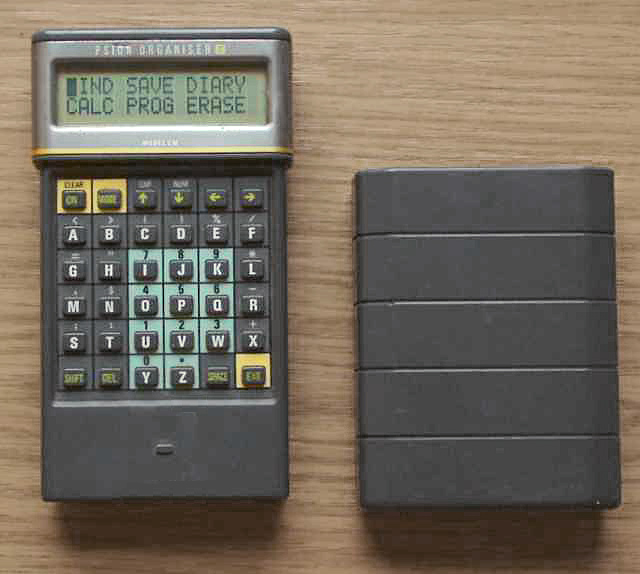
Psion Organiser II

Nel frattempo l'azienda lavorava allo sviluppo di nuovo hardware ed esordì nel 1985 con il computer tascabile Psion Organiser. Da allora si concentrò quasi interamente sull'hardware, e divenne un caso straordinario di azienda cresciuta da software house specializzata in videogiochi a industria quotata in borsa. Tra i primi prodotti seguirono l'Organiser II e, da settembre 1989, la serie di computer portatili Psion MC (Mobile Computer).